# Toulourenc
Der Toulourenc ist ein Fluss in Frankreich in den Regionen Auvergne-Rhône-Alpes und Provence-Alpes-Côte d’Azur. Er entspringt im Gemeindegebiet von Aulan, entwässert anfangs in generell südlicher Richtung, schwenkt bei Montbrun-les-Bains Richtung West bis Nordwest, verläuft dann an der Nordseite des Mont Ventoux durch den Regionalen Naturpark Mont-Ventoux und mündet nach insgesamt rund 39 Kilometern an der Gemeindegrenze von Mollans-sur-Ouvèze und Entrechaux als linker Nebenfluss in die Ouvèze. Auf seinem Weg durchquert der Toulourenc die Départements Drôme und Vaucluse. In seinem Unterlauf bildet der Fluss die Grenze zwischen den betroffenen Départements und Regionen.

## Orte am Fluss
- Aulan
- Montbrun-les-Bains
- Reilhanette
- Saint-Léger-du-Ventoux